# エボシカメレオン
エボシカメレオン（Chamaeleo calyptratus）は、カメレオン科カメレオン属に分類されるカメレオン。イエメン固有種。

## 形態
最大全長65cm。メスよりもオスの方が大型になり、メスは最大でも全長45cm程。体色は環境や気分、体調によって変化するが基本的には緑色にオレンジ、黄、褐色、白の帯模様が入る。背面と腹面の正中線上に棘状の鱗（クレスト）が並ぶ。
オスの成体は頭部が上方へ高く伸長する。種小名calyptratusは「帽子をかぶった」の意。和名は本種の頭部が烏帽子に見えることが由来。英名のVailedは「ベールを被った」の意。幼体やメスの成体は頭部があまり高くならない。オスの後肢の踵には突起がある。またメスは妊娠すると体色が黒く変色する。

## 生態
高地にある湿度の高い森林に生息する。危険を感じると体を大きく膨らませて体色を変化させ、口を大きく開けて警戒音を出して威嚇行動を取る。
食性は動物食傾向の強い雑食で、昆虫類、節足動物等を主に食べるが、本種はカメレオンとしては珍しく植物の葉や果実等も食べる。本種の生息地は降雨量が少ないため、植物質を取ることで水分を摂取するという環境に対する適応とされる。
繁殖形態は卵生。1回に20-72個の卵を地中に産む。卵は150-200日程で孵化する。幼体は生後1年で成体と変わらない程の大きさに成長する。寿命は5年前後と考えられている。

## 人間との関係
ペットとして飼育されることもあり、日本にも輸入されている。流通量は多く、主に飼育下繁殖個体が流通する。カメレオンの中でも丈夫で飼育下繁殖個体が多く流通する、餌として植物質を用いることができること等からカメレオン飼育の入門種と紹介されることもある。テラリウムで飼育される。比較的大型（特にオス）になるため飼育にあたっては大型のケージが用意する。また樹上棲のため、高さのあるケージで飼育するのが望ましい。枝や観葉植物等を組んで活動場所や隠れ家にする。小型の保温用の電球等をケージ内の一部へ照射する。生体と照明や上面との距離が短いと頭部を傷つけたり火傷し、最悪の場合は壊死してしまうことがある。紫外線を含むフルスペクトルライト等を点灯するが、強い光を嫌うため隠れ家を作る。霧吹きで朝晩に湿度を上げるが、冬季に乾燥が激しい場合は加湿器等を用いる。水容器に気付かないことも多いため水容器に水滴を常に落としたり、エアーポンプで水面を動かすことにより水容器に気付かせる。餌はコオロギやジャイアントミルワーム等を与える。餌に対しては事前に野菜等の餌を与えたり、サプリメントを振りかけて栄養価を上げる。また餌に反撃されたり口内を傷つけるのを防ぐため、生きた餌の場合は顎や触角、後肢を潰したり折ってから与える。餌はコオロギ等をピンセット等で各個体に与えるか、餌容器に入れて与える。産卵数が多く幼体も1年で成熟することから、栄養不足による妊娠中および産後の体調不良や幼体の発育不全、計画的な繁殖計画にも気をつける必要がある。

## 画像

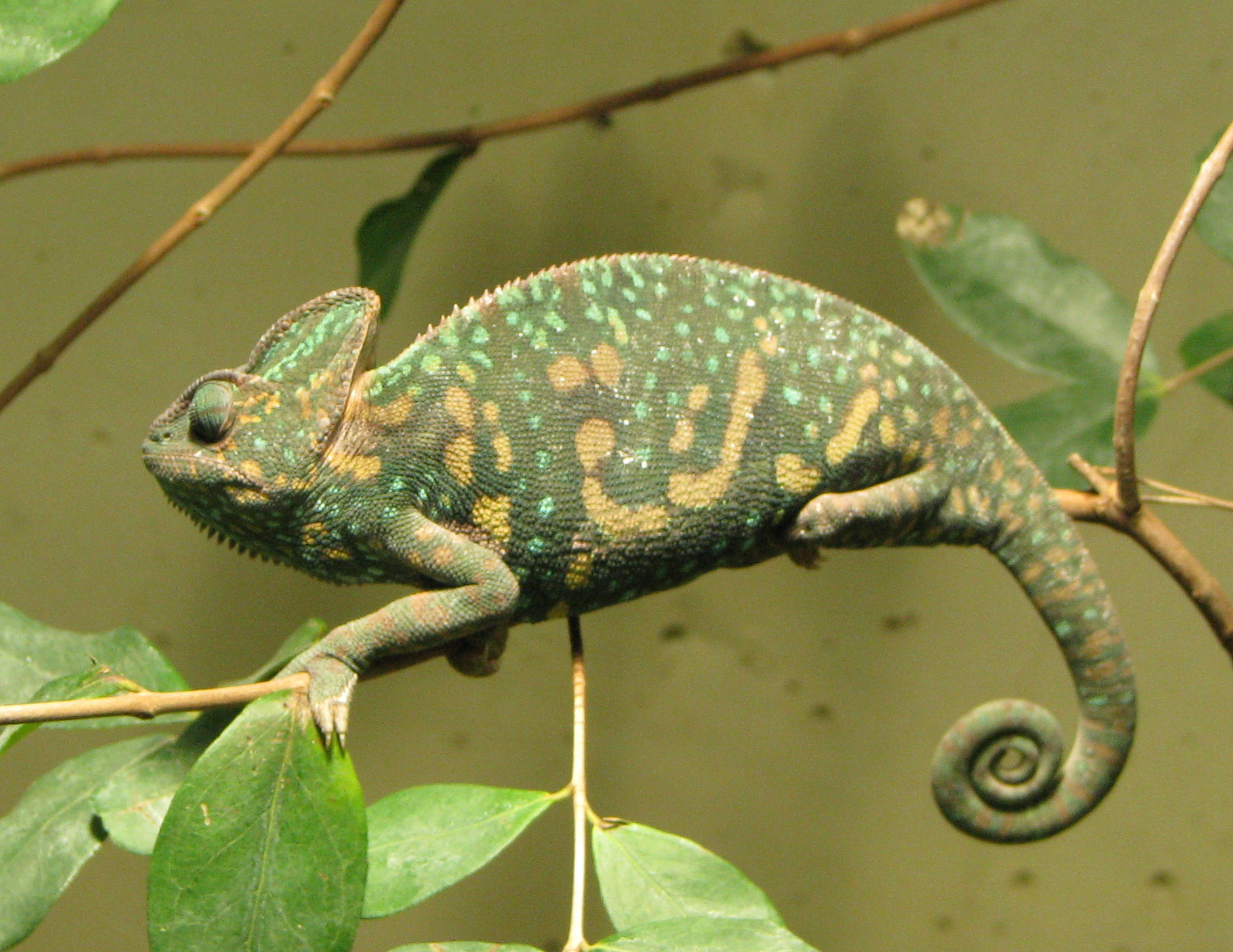
メス